# L'Amoureuse Aventure
Pour les articles homonymes, voir L'Amoureuse Aventure (homonymie).
Pour plus de détails, voir Fiche technique et Distribution.
L'Amoureuse Aventure est le titre de la version française d'un film franco-allemand réalisé par Wilhelm Thiele, également réalisateur de la version en allemand, Madame hat Ausgang. Les deux versions sont sorties en 1932.

## Fiche technique
- Titre français : L'Amoureuse Aventure
- Titre allemand : Madame hat Ausgang
- Réalisation : Wilhelm Thiele
- Scénario : Franz Schulz et Wilhelm Thiele, d'après la pièce de Paul Armont et Marcel Gerbidon
- Dialogues : Marguerite Viel
- Décors : Robert Gys
- Photographie :  Nicolas Farkas
- Son : Hermann Storr
- Montage : René Le Hénaff
- Musique : Ralph Erwin et Robert Gilbert
- Directeur de production : Simon Schiffrin
- Sociétés de production : Vandal et Delac - Tobis Films
- Pays d'origine :  France et  République de Weimar
- Langues : français - allemand
- Format : Noir et blanc - 35 mm - 1,37:1 - Mono
- Genre : Film romantique
- Durée : 85 minutes (République de Weimar)
- Date de sortie : 
  - République de Weimar : 14 décembre 1931
  - France, République de Weimar : 15 janvier 1932

## Distribution (version française)
- Albert Préjean : Marcel Touzet
- Marie Glory : Irène Vernier
- Jeanne Boitel : Eve
- Mady Berry : Mme Touzet
- Marcel André : Jacques Vernier
- Armand Morins : M. Touzet
- Aimé Clariond
- Raymond Cordy
- Paulette Dubost
- Guy Ferrant
- Léopold
- Nelson
- Suzel Weller
- Élisabeth Pinajeff

## Distribution (version allemande)
- Hans Brausewetter : Marcel Douzet
- Hilde Hildebrand : Eva
- Ilse Korceck : Georgette
- Élisabeth Pinajeff
- Paul Biensfeldt
- Ernst Dumcke
- Karl Etlinger